# Shadow Play (Drudkh)
Shadow Play è un album in studio del gruppo musicale black metal ucraino Drudkh, pubblicato nel 2025 dalla Season of Mist.

## Tracce
1. Розвіювання попелу (Scattering the Ashes) – 7:23
2. Квітень (April) – 11:11
3. Вигнання (The Exile) – 10:12
4. Опале цвітіння (Fallen Blossom) – 6:50
5. Напередодні (The Eve) – 7:07
6. Спрага (The Thirst) – 12:21

## Formazione
- Thurios - voce, tastiere, chitarra
- Roman Saenko - chitarra, basso